# Péchés mignons
Péchés mignons (del francès, «Pecats bonics») és una sèrie de còmics francobelga humorístics-eròtics en quatre volums publicats a la revista Max Mag del 2003 al 2006 i posteriorment publicats com a àlbum per Audie del 2006 al 2010. La sèrie compta amb un dibuix rodó, simpàtic però també sensual. Està dirigit pel francès Arthur de Pins, al qual s'adjunta el guió per Maïa Mazaurette del tercer volum.
Aquesta sèrie de gags d'una pàgina compta amb Arthur, un jove venedor, molt atret per les dones i el sexe. El segon volum se centra en la seva relació amb Clara, una jove tan alliberada com ell, després el tercer fa de Clara la protagonista principal. El quart volum és una història completa on Clara i Arthur s'enfronten al matrimoni de la seva amiga Cassandra.
En burla suau dels homes, aquesta sèrie realista en el seu tractament de les relacions sexuals també es distingeix per un dibuix alhora expressiu i ingenu que li permet evitar qualsevol vulgaritat.
Del 2009 al 2011, Mazaurette també va escriure una sèrie derivada per a de Pins, Les Petits Péchés mignons (Els petits pecats bonics), una sèrie de gags jugant amb els estereotips recíprocs d'homes i dones, publicats en un petit format que recorda el de la col·lecció Osez de La Musardine.

## Àlbums
- Arthur De Pins (junt amb Maïa Mazaurette per als vol. 3-4), Audie, col. «Fluide Glamour» (1-3), desprès «Fluide glacial» (4):

1. Péchés mignons, 15 de setembre de 2006 (ISBN 978-2-858-15493-7).[1][2]
2. Chasse à l’homme!, 14 de setembre de 2007 (ISBN 978-2-858-15038-0).
3. Garce attack!, 5 de novembre de 2008 (ISBN 978-2-858-15834-8).[5][6]
  - Péchés mignons: Intégrale, Audie, col. «Fluide Glacial», 2013 (ISBN 978-2-352-07352-9).

- Arthur de Pins (disseny i colors) i Maïa Mazaurette (guió), Les Petits Péchés mignons, Audie, col. «Fluide Glamour» (1-2), desprès «Fluide-G» (3-4):

1. Les Nanas au réveil, 2009 (ISBN 978-2-858-15945-1).[7]
2. Les Mecs sur les sites de rencontre, 2009 (ISBN 978-2-858-15957-4).
3. Les Mecs et le Sport, 2011 (ISBN 978-2-352-07073-3).
4. Les Nanas au boulot, 2011 (ISBN 978-2-352-07089-4).

## Miscel·lània
- Artbook (2007).
- Calendrier Péchés Mignons 2009 (2009).
- Anti Kamasutra à l'usage des gens normaux (2009).
- Les Petits Péchés Mignons : Les mecs sur les sites de rencontre (2009).
- Les Petits Péchés Mignons : Les nanas au réveil (2009).